# Szent János-templom (Csíkdelne)
A csíkdelnei római katolikus Szent János-templom Székelyföld egyik legérdekesebb egyházi műemléke, Csíkdelnétől nyugatra, a Torda völgynek nevezett határrészben található. Románia műemlékeinek hivatalos jegyzékében a  HR-II-a-A-12814 sorszámon szerepel.

## A templom története
Csíkdelne határától több száz  méterre, szántóföldek közepén magányosan álló szép kerített műemlék, egykor három falu közös temploma volt.
Az 1332–1333-as pápai tizedjegyzék szerint Delne (Dolna) községnek plébániatemploma volt, amelyről kevés adat maradt fenn. Csíkdelne egykori templomának létét régészeti ásatások hiányában mindössze egy román kori kőtöredék igazolja, lebontásának ideje sem ismeretes. A régi, romos templom helyett 1450–1500 között építették a gótikus templomot, amely nagyrészt máig megőrizte eredeti formáját. 
A 15. század második felében épült toronynak keskeny, csúcsíves világítórései vannak, felül négy nagy csúcsíves nyílással.
A templomot a 17. század második felétől, a tatárbetörések következményeként, több alkalommal is javították. A Domus Historia szerint, a Szent János-templomot 1673-tól kezdve újították fel. A javítási munkálatok az addig fedetlen hajó festett, kazettás famennyezetének elkészítésével kezdődtek  és az új szárnyasoltár felállításával fejeződtek be, 1675-ben.
A templomot 1710-ben, 1760-ban, 1866-ban, 1934-ben, 1970-ben javították.

## A templom leírása
Az ovális alakú templomkert közepe táján, kissé észak felé fekvő templom egy nagyobb méretű szentélyből, egy valamivel nagyobb hajóból, annak nyugati végéhez hozzáépített toronyból és a szentély északi oldalához alacsonyabb tetőzettel összekötött kis sekrestyéből áll. A hajó déli oldalán egy a 18. században barokk stílusban épített porticus volt hozzácsatolva. Az 1934–1935. évi restauráláskor a déli külső falon feltárt falfestmény-maradványok teljes felderítése végett a porticust lebontották.
A templom és a torony hossza kívülről kb. 30 méter, szélessége a szentély záródásánál 8 méter, a hajó nyugati részénél 9 méter. A fal vastagsága 80–90 cm, külső magassága 8,50 méter. A falakat régi és új támpillérek támasztják, a szentélynél, a diadalívnél, a hajó és a torony nyugati sarkainál.  
A szentély és a templomhajó tetőzetének gerince ma egy szintben van, régebb a szentély tetőzete egy méterrel alacsonyabb volt. 
A hajó nyugati bejáratához a torony alatt alagútszerű átjáró vezet. Ez a nyugati kőajtókeret tört ívelésű későgót stílusú.
A déli bejárat kőajtókerete díszes, leszelt íves, egymást keretező pálcatagokkal.
Az ablakok közül csupán a sekrestye piciny ablaka maradt meg eredeti csúcsíves formájában, a többinél csak a záródás formája jelzi az egykori csúcsíves stílust.

## A templom belseje
A templombelső legszebb és legértékesebb része az 1673-ban készült virágdíszekkel megfestett kazettás deszkamennyezet, amelynek egyik kazettáján a készítés évét jelző  kissé megkopott és hiányos felirat olvasható:
„IN ANNO DOMINI CURATV(?) 1673(!)”
A 103 kazetta közül csak néhány egyezik, kisebb változtatást mindeniknél alkalmazott a mester. A díszítmények mind magyaros reneszánsz virágos mintájúak, a korszak népi bútorzataira jellemző motívumokkal azonosak. Ez a deszkamennyezet egyedülálló Csíkban, Kelemen Lajos szerint a festett kazettás mennyezetek sorában régiség szempontjából a nyolcadik helyet foglalja el.
A mennyezet közepén kb. 30–40 cm-rel lejjebb Szűz Máriát és a kisded Jézust ábrázoló kép látható, amelynek széléről faragott napsugarak ágaznak szét.
Malonyay Dezső közlése szerint, a mennyezettel egyidőben készült a  festett szószék, valamint az új betétes sekrestyeajtó, amelyek azóta megsemmisültek.
Különösen szép látvány a csúcsíves diadalív és a mögötte lévő szintén csúcsíves bordás mennyezettel fedett szentély, amelynek záródásában áll a hatalmas méretű és ritka szépségű 1675-ből származó fából faragott szárnyasoltár. 
A nagyméretű szentély mennyezetét kőből faragott bordák tartják, amelynek gyámkövei kehely idomúak. A bordás mennyezeten három faragott boltzárkő látható, az elsőn egy olasz pajzs, a középsőn tárcsapajzs, a harmadikon egy futó állat alakja vehetők ki.
A poligon záródású szentély, északkeleti és délkeleti oldalfalán egy-egy befalazott csúcsíves ablak nyoma látszik.  
Művészettörténeti szempontból a templom legértékesebb belső berendezése az 1675-ben készült szárnyasoltár. Az oltár szekrénye művészi arányérzékkel, finom ízléssel készült. A szekrény és a rajta lévő díszítőelemek a kornak megfelelően  magyaros reneszánsz stílusúak, de barokk elemeket is tartalmaznak. A csíkdelnei szárnyasoltár 3 m széles és 4,50 m magas. Az oromzaton lévő félköríves záródású kép Krisztust ábrázolja a Golgotán. Kétoldalt egy-egy kis félköríves tábla áll Péter és Pál apostol alakjával. Az oltár központi fülkéjében Keresztelő Szent János festett képe  látható, amelyet a mozgatható szárnyakkal lehet eltakarni. A szárnyakon négy deszkára festett olajfestmény van: a két bal oldali a karácsonyi, a két jobb oldali a pünkösdi ünnepkörből vett jeleneteket ábrázolja. A kompozíció a korabeli nyugati egyházi művészetben készült metszetekre emlékeztet.
A templom orgonája 1834-ben készült, a Domus Historia szerint 1862-ben vásárolták meg a Szent János-templom számára. Az orgona külső faragott és aranyozott díszei a  19. század első felének közismert stílusát tükrözik.

## A templom tornya
Az arányos felépítésű  toronytest a csíki gótikus toronytípushoz tartozik. Felfele keskenyedik, alul különböző alakú keskeny világító- és lőrésekkel, a felső részén mind a négy oldalán nagyon szép ívelésű csúcsíves ablakokkal van ellátva. A torony falának vastagsága 1,10 méter, a teljes magassága 30 méter.  A nyugati oldalon a torony sarkát hatalmas méretű és 1 m vastagságú támpillérek erősítik.
A harangok közül egyik 1784-ből való, felirata a következő:
„IN HONOREM SANCTI JOHANNIS BAPTISTAE FUSSASUM ANNO 1784. 27. JUNI GEORGIUS NEMES FECIT.”
A másik harangot Itáliából hozatták.
A torony déli oldalán, a felső párkány és a csúcsíves ablak között a javítás évét jelző felirat olvasható: „ANNO 1710”

## A templom külseje
A templomot 2,50–3,00 m magas, egy méter vastag és cseréppel fedett, szabálytalan ovális alakú védőfal veszi körül, amelynek tetőzete befele lejt. A várfalat kívülről 12 darab egy méter széles támpillér támasztja. Lőrései nincsenek, de Vámszer Géza szerint feltételezhető, hogy egykor a fal magasabb volt és a lőrések a felső részen lehettek. 
A templomkertnek egyetlen bejárata van a déli oldal közepén, a templom déli bejáratával szemben. A kőfal külső felén, egy vakablakszerű fülke látható, amelynek falán tulipános virágdíszítmény között az alábbi felirat olvasható:
„EZEN KERITÉS JOVITATOT 1865-BE.”

## A freskók
A déli  templombejárat feletti külső falon gótikus freskók láthatók, amelyek nagyon értékes és  ritka képzőművészeti kincsek.
A falfestmény hármas beosztású. A középső jelenet habár csak körvonalaiban látszik, de abból is kivehető, hogy Krisztus kereszthalálát ábrázolja, mellette kétoldalt Mária és Magdolna látható. A nyugati oldalon Szent Péter, mellette Mihály arkangyal a pallossal. A keleti oldalon erősen megrongált állapotban két siratóasszony alakja körvonalazódik.

## A templom búcsúja
A csíkdelnei római katolikus Szent János-templom búcsúját a  templom és az egyházközség védőszentje Keresztelő Szent János napján, június 24-én tartják.

## Külső hivatkozások
- Gyulafehérvári Római Katolikus Érsekség, Felcsíki Egyházkerület
- https://web.archive.org/web/20070927140706/http://www.kutyahon.de/erdelyi.templomok/csikdelne/
- http://szekelyfolditemplomok.weebly.com/hargita-megye.html